# 不動信用金庫 (大阪府)
不動信用金庫（ふどうしんようきんこ）は、かつて大阪市中央区に本店があった信用金庫。
1999年3月期決算で17億円の債務超過となったことから、1999年（平成11年）11月29日に大阪府内の信用金庫（八光、大阪、大阪厚生、大阪市、永和、泉陽、阪奈、枚方、摂津の9信用金庫）に分割して事業譲渡された後、清算された。事業譲渡時には、預金保険機構より95億円の金銭贈与と113億円の資産（不良債権）の買取を受けた。
事業譲渡前の店舗数は13、統一金融機関コードは1659、預金高は680億円であった。なお、事業譲渡時に160人いた職員を事業譲渡先が受け入れず、全員解雇されたことから、2000年1月19日に一部の元職員と従業員組合が地位確認や未払い賃金の支払などを求めて大阪地方裁判所に提訴した（のち和解）。

## 沿革
- 1952年（昭和27年）3月1日 中小企業等協同組合法により、不動信用組合として設立
- 1972年（昭和47年）4月 金融機関の合併及び転換に関する法律に基づき、信用金庫法による信用金庫に転換し、不動信用金庫と改称
- 1999年（平成11年）11月29日 大阪府内の9信用金庫に事業譲渡され、清算